# Anderson Silva
Anderson "The Spider" Silva, född 14 april 1975 i Curitiba, Brasilien, är en brasiliansk utövare av mixed martial arts. Han var mästare mellan 14 oktober 2006 och 6 juli 2013 i UFC:s mellanviktsklass. Silva har också tävlat i bland annat Pride fighting Championships.  
MMAWeekly, Sherdog rankade i juli 2011 Anderson Silva som världens främsta mellanviktare inom mixed martial arts. Sherdog rankar också Silva som andra främsta mixed martial arts fightern i världen . UFC:s verkställande direktör Dana White och match-kommentatorn Joe Rogan har sedan UFC 126 upprepade gånger sagt att de anser Silva vara världens bästa fighter. 
10 april 2010 tog sig Anderson Silva an Demian Maia under UFC 112, en match som han tog hem via ett enhälligt domslut. Den 7 augusti 2010 var Chael Sonnen nära på att ta mellanviktsbältet från Anderson, då de möttes vid UFC 117. Silva lyckades dock vända matchen i sista stund, då han ströp ut Chael i slutet av 5:e ronden. Eftersom Sonnen var väldigt nära på att besegra Anderson vid UFC 117, fick han slutligen en ny chans vid UFC 148 efter att ha radat upp två segrar. Även detta möta slutade i avslut, då Silva slog ut Chael i andra ronden. Den 5 februari 2011 mötte  Silva Vitor Belfort under UFC 126. Mötet tog slut redan i första ronden, då Anderson knockade Belfort via en huvudspark. 
UFC 134 ägde rum den 27 augusti 2011 och där fick Anderson återigen ta sig an Yushin Okami. Detta möte varade till andra ronden, där Silva besegrade Okami via TKO.
Den 13 oktober 2012 gick Anderson under en match upp till lätt tungvikt, för att ta sig an Stephan Bonnar vid UFC 153. Matchen slutade i seger för Silva via TKO i första ronden.
Silva förlorade bältet mot Chris Weidman i juli 2013 . En returmatch mellan Chris Weidman och Anderson Silva ägde rum under UFC 168 den 28 december 2013. Silva bröt sitt vänstra ben när Weidman blockerade ett av Silvas sparkar i rond 2, det officiella resultatet blev en TKO-vinst för Weidman . Enligt läkarna skulle Silva kunna vara tillbaka i träning mellan 6 och 9 månader efter skadan. 
Den 31 januari 2015 möttes Anderson och Diaz på UFC 183, ett möte som Anderson vann via ett enhälligt domslut. Kort efter vinsten mot Nick Diaz på UFC 183 framkom det att både Anderson och Nick hade testat positivt för prestationshöjande preparat vid två separata dopningskontroller.  Enligt läkare så kan Silva ha använt sig av steroider för att påskynda rehabiliteringen av sitt skadade ben.  Under förhöret skyllde Silva sitt positiva dopningstest på potensmedel han hade införskaffat via en icke auktoriserad återförsäljare. Silva hävdade att han hade köpt preparatet för att han var impotent, men ville inte gå till en läkare då han skämdes över det. I slutet av förhöret meddelade NSAC den forne mästarens straff avstängd, som var 1års avstängning och 3,3 miljoner kronor i böter. 

## Senaste MMA-resultaten
| Resultat        | Statistik | Motståndare     | Metod                          | Evenemang                          | Datum            | Plats                     |
| --------------- | --------- | --------------- | ------------------------------ | ---------------------------------- | ---------------- | ------------------------- |
| Förlust         | 33-7 (1)  | Michael Bisping | Domslut (enhälligt)            | UFC Fight Night: Silva vs. Bisping | 27 februari 2016 | London                    |
| NC (No contest) | 33-6 (1)  | Nick Diaz       | NC (No Contest)                | UFC 183                            | 31 januari 2015  | Las Vegas, Nevada         |
| Förlust         | 33-6      | Chris Weidman   | TKO (ben skada)                | UFC 168                            | 28 december 2013 | Las Vegas, Nevada         |
| Förlust         | 33-5      | Chris Weidman   | KO (slag)                      | UFC 162                            | 6 juli 2013      | Las Vegas, Nevada         |
| Vinst           | 33-4      | Stephan Bonnar  | TKO (knä mot kroppen och slag) | UFC 153                            | 13 oktober 2012  | Rio de Janeiro, Brasilien |
| Vinst           | 32-4      | Chael Sonnen    | TKO (knä mot kroppen och slag) | UFC 148                            | 7 juli 2012      | Las Vegas, Nevada         |